# Asarcenchelys
Asarcenchelys is een monotypisch geslacht van straalvinnige vissen uit de familie van slangalen (Ophichthidae).

## Soorten
- Asarcenchelys longimanus McCosker, 1985